# Dorotea di Brunswick-Lüneburg
Dorotea di Brunswick-Lüneburg (Celle, 1º gennaio 1570 – Birkenfeld, 15 agosto 1649) fu principessa del Brunswick-Lüneburg e contessa palatina di Zweibrücken-Birkenfeld.

## Biografia

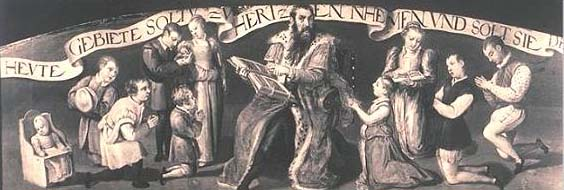
Ritratto della famiglia di Guglielmo di Brunswick-Lüneburg

Era figlia del duca di Brunswick-Lüneburg Guglielmo e della principessa Dorotea di Danimarca. Suo nonno materno fu infatti il re Cristiano III di Danimarca.
Venne data in sposa a Carlo I del Palatinato-Zweibrücken-Birkenfeld al quale diede quattro figli:
- Giorgio Guglielmo (Ansbach, 26 agosto 1591-Birkenfeld, 25 dicembre 1669), che si sposò tre volte, con Dorotea di Solms-Sonnenwalde, Giuliana di Dhaun-Grumbach e poi con Anna Elisabetta di Öttingen;
- Sofia (Ansbach, 29 marzo 1593-Neuenstein, 16 novembre 1676), che sposò Kraft VII di Hohenlohe-Neuenstein
- Federico (Birkenfeld, 29 ottobre 1594-Mecklenburg, 20 luglio 1626);
- Cristiano (Birkenfeld, 3 settembre 1598-Neuenstein, 6 settembre 1654), che sposò con Maddalena Caterina di Zweibrücken e poi con Maria Giovanna di Helfenstein-Wiesensteig.

## Ascendenza
|                                            |                         |                                   | Genitori                          |  |  | Nonni |  |  | Bisnonni                     |  |  | Trisnonni                      |  |
|                                            |                         |                                   |                                   |  |  |       |  |  | Enrico di Brunswick-Lüneburg |  |  | Ottone V di Brunswick-Lüneburg |  |
|                                            |                         |                                   |                                   |  |  |       |  |  | Enrico di Brunswick-Lüneburg |  |  | Ottone V di Brunswick-Lüneburg |  |
|                                            |                         | Anna di Nassau                    |                                   |  |  |       |  |  | Enrico di Brunswick-Lüneburg |  |  |                                |  |
| Ernesto I di Brunswick-Lüneburg            |                         |                                   |                                   |  |  |       |  |  | Enrico di Brunswick-Lüneburg |  |  |                                |  |
|                                            |                         | Margherita di Sassonia            | Ernesto di Sassonia               |  |  |       |  |  |                              |  |  |                                |  |
|                                            |                         | Margherita di Sassonia            | Ernesto di Sassonia               |  |  |       |  |  |                              |  |  |                                |  |
|                                            |                         | Margherita di Sassonia            | Elisabetta di Baviera             |  |  |       |  |  |                              |  |  |                                |  |
| Guglielmo il Giovane di Brunswick-Lüneburg |                         | Margherita di Sassonia            |                                   |  |  |       |  |  |                              |  |  |                                |  |
|                                            |                         | Enrico V di Meclemburgo-Schwerin  | Magnus II di Meclemburgo-Schwerin |  |  |       |  |  |                              |  |  |                                |  |
|                                            |                         | Enrico V di Meclemburgo-Schwerin  | Magnus II di Meclemburgo-Schwerin |  |  |       |  |  |                              |  |  |                                |  |
|                                            |                         | Enrico V di Meclemburgo-Schwerin  | Sofia di Pomerania-Wolgast        |  |  |       |  |  |                              |  |  |                                |  |
| Sofia di Meclemburgo-Schwerin              |                         | Enrico V di Meclemburgo-Schwerin  |                                   |  |  |       |  |  |                              |  |  |                                |  |
|                                            |                         | Ursula del Brandeburgo            | Giovanni I di Brandeburgo         |  |  |       |  |  |                              |  |  |                                |  |
|                                            |                         | Ursula del Brandeburgo            | Giovanni I di Brandeburgo         |  |  |       |  |  |                              |  |  |                                |  |
|                                            |                         | Ursula del Brandeburgo            | Margherita di Sassonia            |  |  |       |  |  |                              |  |  |                                |  |
| Dorotea di Brunswick-Lüneburg              |                         | Ursula del Brandeburgo            |                                   |  |  |       |  |  |                              |  |  |                                |  |
|                                            | Federico I di Danimarca | Cristiano I di Danimarca          |                                   |  |  |       |  |  |                              |  |  |                                |  |
|                                            | Federico I di Danimarca | Cristiano I di Danimarca          |                                   |  |  |       |  |  |                              |  |  |                                |  |
|                                            | Federico I di Danimarca | Dorotea di Brandeburgo-Kulmbach   |                                   |  |  |       |  |  |                              |  |  |                                |  |
| Cristiano III di Danimarca                 | Federico I di Danimarca |                                   |                                   |  |  |       |  |  |                              |  |  |                                |  |
|                                            |                         | Anna del Brandeburgo              | Giovanni I di Brandeburgo         |  |  |       |  |  |                              |  |  |                                |  |
|                                            |                         | Anna del Brandeburgo              | Giovanni I di Brandeburgo         |  |  |       |  |  |                              |  |  |                                |  |
|                                            |                         | Anna del Brandeburgo              | Margherita di Sassonia            |  |  |       |  |  |                              |  |  |                                |  |
| Dorothea di Danimarca                      |                         | Anna del Brandeburgo              |                                   |  |  |       |  |  |                              |  |  |                                |  |
|                                            |                         | Magnus I di Sassonia-Lauenburg    | Giovanni V di Sassonia-Lauenburg  |  |  |       |  |  |                              |  |  |                                |  |
|                                            |                         | Magnus I di Sassonia-Lauenburg    | Giovanni V di Sassonia-Lauenburg  |  |  |       |  |  |                              |  |  |                                |  |
|                                            |                         | Magnus I di Sassonia-Lauenburg    | Dorotea di Hohenzollern           |  |  |       |  |  |                              |  |  |                                |  |
| Dorotea di Sassonia-Lauenburg              |                         | Magnus I di Sassonia-Lauenburg    |                                   |  |  |       |  |  |                              |  |  |                                |  |
|                                            |                         | Caterina di Braunschweig-Lüneburg | Enrico IV di Brunswick-Lüneburg   |  |  |       |  |  |                              |  |  |                                |  |
|                                            |                         | Caterina di Braunschweig-Lüneburg | Enrico IV di Brunswick-Lüneburg   |  |  |       |  |  |                              |  |  |                                |  |
|                                            |                         | Caterina di Braunschweig-Lüneburg | Caterina di Pomerania-Wolgast     |  |  |       |  |  |                              |  |  |                                |  |
|                                            |                         | Caterina di Braunschweig-Lüneburg |                                   |  |  |       |  |  |                              |  |  |                                |  |